# Cochranella
Cochranella is een geslacht van kikkers uit de familie glaskikkers (Centrolenidae). De groep werd voor het eerst wetenschappelijk beschreven door Edward Harrison Taylor in 1951. De soorten komen voor in Midden- en Zuid-Amerika; Bolivia, Brazilië, Ecuador, Frans-Guyana, Nicaragua, Peru en Suriname.
De taxonomie verandert regelmatig, eind 2008 telt het geslacht 42 soorten, een jaar eerder nog 66 soorten. Een aantal soorten is later buiten de onderfamilie Centroleninae geplaatst. Tegenwoordig telt het geslacht negen soorten. Niet alleen zijn veel soorten naar andere geslachten geplaatst, ook worden er regelmatig nieuwe soorten beschreven zoals de pas in 2014 ontdekte soort Cochranella guayasamini.

## Soorten
Geslacht Cochranella
- Soort Cochranella erminea
- Soort Cochranella euknemos
- Soort Cochranella granulosa
- Soort Cochranella guayasamini
- Soort Cochranella litoralis
- Soort Cochranella mache
- Soort Cochranella nola
- Soort Cochranella phryxa
- Soort Cochranella resplendens

Centrolene · Chimerella · Cochranella · Espadarana · Nymphargus · Rulyrana · Sachatamia · Teratohyla · Vitreorana